# آلودگی هوا در مکزیکوسیتی

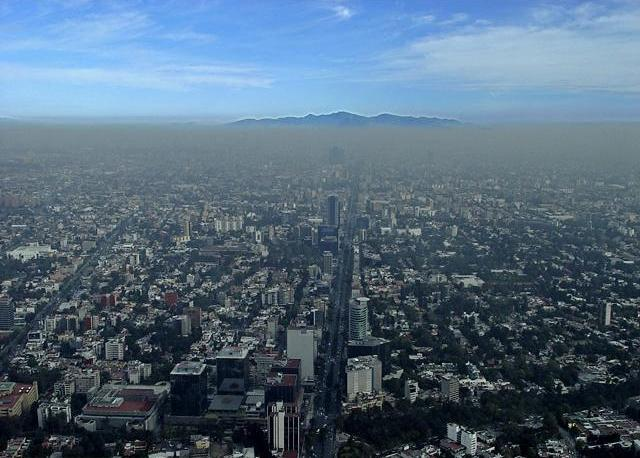
آلودگی هوا در مکزیکوسیتی

آلودگی هوا در مکزیکوسیتی (به انگلیسی:Air Pollution in Mexico City) برای چند دهه، بک موضوع نگران کننده برای مقامات مربوط به سلامت و جمعیت شهر بوده است. در قرن بیستم به خاطر صنعتی شدن، جمعیت مکزیکوسیتی به سرعت افزایش یافت و چند هزار مهاجر از سراسر جهان رهسپار این شهر شدند.بدین گونه افزایش و رشد غیرمنتظره منجر به این شد که سازمان ملل متحد، مکزیکوسیتی را به عنوان آلوده‌ترین شهر جهان در سال ۱۹۹۲ اعلام کند.